# Bangawan
Bangawan é uma vila no distrito de Shahdol, no estado indiano de Madhya Pradesh.

## Demografia
Segundo o censo de 2001, Bangawan tinha uma população de 20 719 habitantes. Os indivíduos do sexo masculino constituem 53% da população e os do sexo feminino 47%. Bangawan tem uma taxa de literacia de 63%, superior à média nacional de 59,5%; com 61% para o sexo masculino e 39% para o sexo feminino. 14% da população está abaixo dos 6 anos de idade.